# Saut en hauteur masculin aux championnats du monde d'athlétisme 2001
Navigation
Séville 1999 Paris 2003
L'épreuve du saut en hauteur masculin des championnats du monde d'athlétisme 2001 s'est déroulée les 5 et 6 août 2001 au stade du Commonwealth d'Edmonton, au Canada. Elle est remportée par l'Allemand Martin Buß, médaillé de bronze lors de l'édition précédente.

## Résultats

### Finale
| Rang              | Athlète             | Pays       | Essais | Essais | Essais | Essais | Essais | Marque | Notes |
| Rang              | Athlète             | Pays       | 2,20 m | 2,25 m | 2,30 m | 2,33 m | 2,36 m | Marque | Notes |
| ----------------- | ------------------- | ---------- | ------ | ------ | ------ | ------ | ------ | ------ | ----- |
| Médaille d'or     | Martin Buß          | Allemagne  | o      | o      | o      | x-     | xo     | 2.36   | WL    |
| Médaille d'argent | Vyacheslav Voronin  | Russie     | -      | o      | o      | o      | xxx    | 2.33   | SB    |
| Médaille d'argent | Yaroslav Rybakov    | Russie     | o      | o      | o      | o      | xxx    | 2.33   | PB    |
| 4                 | Sergey Klyugin      | Russie     | o      | -      | xo     | xxx    |        | 2.30   |       |
| 4                 | Stefan Holm         | Suède      | o      | o      | xo     | x-     | xx     | 2.30   |       |
| 6                 | Staffan Strand      | Suède      | -      | o      | xx-    | x      |        | 2.25   |       |
| 6                 | Mark Boswell        | Canada     | o      | o      | -      | xxx    |        | 2.25   |       |
| 8                 | Kwaku Boateng       | Canada     | o      | xxo    | x-     | xx     |        | 2.25   |       |
| 9                 | Charles Austin      | États-Unis | o      | -      | xxx    |        |        | 2.20   |       |
| 9                 | Abderrahmane Hammad | Algérie    | o      | xxx    |        |        |        | 2.20   |       |
| 11                | Gilmar Mayo         | Colombie   | xxo    | xxx    |        |        |        | 2.20   |       |
|                   | Javier Sotomayor    | Cuba       |        |        |        |        |        | DQ     |       |

### Qualification
5 August
Qualification : 2.29 m ou les 12 meilleures performances.
| Rang | Groupe | Athlète                     | 2.15 | 2.20 | 2.25 | 2.27 | Marque | Notes |
| ---- | ------ | --------------------------- | ---- | ---- | ---- | ---- | ------ | ----- |
| 1    | A      | Charles Austin (USA)        | –    | o    | –    | o    | 2.27   | q     |
| 2    | B      | Stefan Holm (SWE)           | –    | o    | xxo  | o    | 2.27   | q     |
| 2    | B      | Vyacheslav Voronin (RUS)    | o    | o    | xxo  | o    | 2.27   | q     |
| 2    | A      | Staffan Strand (SWE)        | –    | o    | xxo  | o    | 2.27   | q     |
| 5    | A      | Mark Boswell (CAN)          | –    | o    | –    | xo   | 2.27   | q     |
| 5    | A      | Yaroslav Rybakov (RUS)      | o    | o    | o    | xo   | 2.27   | q     |
| 7    | A      | Martin Buß (GER)            | –    | o    | xo   | xo   | 2.27   | q     |
| 8    | B      | Abderrahmane Hammad (ALG)   | o    | xo   | o    | xo   | 2.27   | q     |
| 9    | B      | Kwaku Boateng (CAN)         | –    | xo   | xo   | xo   | 2.27   | q     |
| 10   | A      | Sergey Klyugin (RUS)        | o    | o    | o    | xxx  | 2.25   | q     |
| 11   | B      | Gilmar Mayo (COL)           | o    | xo   | o    | xxx  | 2.25   | q     |
| 12   | B      | Nathan Leeper (USA)         | o    | xo   | xo   | xxx  | 2.25   |       |
| 13   | A      | Jan Janků (CZE)             | –    | o    | xo   | xxx  | 2.25   |       |
| 14   | A      | Serhiy Dymchenko (UKR)      | xxo  | xo   | xxo  | xxx  | 2.25   |       |
| 15   | A      | Mika Polku (FIN)            | o    | o    | xxx  |      | 2.20   |       |
| 15   | A      | David Furman (USA)          | o    | o    | xxx  |      | 2.20   |       |
| 17   | B      | Ben Challenger (GBR)        | o    | xo   | xxx  |      | 2.20   |       |
| 17   | B      | Aleksandr Kravtsov (RUS)    | o    | xo   | xxx  |      | 2.20   |       |
| 19   | B      | Einar Karl Hjartarson (ISL) | xo   | xo   | xxx  |      | 2.20   |       |
| 20   | A      | Elvir Krehmić (BIH)         | –    | xxo  | xxx  |      | 2.20   |       |
| 21   | B      | Andriy Sokolovskyy (UKR)    | o    | xxx  |      |      | 2.15   |       |
| 21   | A      | Grzegorz Sposób (POL)       | o    | xxx  |      |      | 2.15   |       |
| 23   | A      | Jacques Freitag (RSA)       | xxo  | xxx  |      |      | 2.15   |       |
|      | B      | Eugene Ernesta (SEY)        | xxx  |      |      |      | NM     |       |
|      | B      | Javier Sotomayor (CUB)      |      |      |      |      | DQ     | q*    |

## Légende
Records et Performances
- AR : Record continental (area record)
- CR : Record des championnats (championship record)
- MR : Record du meeting (meet record)
- NR : Record national (national record)
- OR : Record olympique (olympic record)
- PR : Record paralympique (paralympic record)
- PB : Record personnel (personal best)
- SB : Meilleure performance personnelle de la saison (season's best)
- WL : Meilleure performance mondiale de l'année (world leader)
- WJR : Record du monde junior (world junior record)
- WR : Record du monde (world record)

Circonstances et Conditions
- DNF : N'a pas terminé (did not finish)
- DNS : N'a pas pris le départ (did not start)
- DQ : Disqualification (disqualification)
- NM : Aucun essai valable enregistré (No Mark)
- Q : Qualifié « directement » au prochain tour (ou à la prochaine compétition), lors d'une compétition majeure, grâce au classement ou à la réalisation des minima (automatic qualifier)
- q : Qualifié au prochain tour (ou à la prochaine compétition), lors d'une compétition majeure, grâce au repêchage ou à la réalisation de l'une des meilleures performances parmi celles des « non qualifiés directement » (grâce au meilleur temps ou à la meilleure distance par exemple) (secondary qualifier)